# Комар, Николай Степанович
Николай Степанович Комар (укр. Микола Степанович Комар; род. 18 декабря 1945, село Галицыновка, Марьинский район, Сталинская область, Украинская ССР) — украинский государственный и политический деятель. Народный депутат Верховной Рады Украины IV, V и VI созывов.

## Биография
Николай Комар родился 18 декабря 1945 года в селе Галицыновка Марьинского района Сталинской области Украинской ССР в семье украинцев. Трудовую деятельность начал в 1963 году водителем на артемовской станции садоводства, но уже в следующем году был призван в Советскую армию. Демобилизовавшись в 1967 году вернулся на работу в Артёмовск на станцию садоводства, где вплоть до 1970 года занимал должность заведующего мастерской.

## Парламентская деятельность
Народный депутат Украины 6-го созыва ноябрь 2007 — декабрь 2012 от Партии регионов, №137 в списке. Во время выборов: народный депутат Украины, член ПР.
Народный депутат Украины 5-го созыва апрель 2006 — ноябрь 2007 от Партии регионов №115 в списке. Во время выборов: народный депутат Украины, член ПР. Заместитель председателя Комитета по вопросам Регламента, депутатской этики и обеспечения деятельности Верховной Рады Украины (с июля 2006), член фракции Партии регионов (с мая 2006).
Народный депутат Украины 4-го созыва апрель 2002 — апрель 2006, выб. окр. № 51, Донецкая область, выдвинут Избирательным блоком политических партий «За единую Украину!». За 31.65%, 15 соперников. Во время выборов: председатель Константиновской райгосадминистрации, член Партии регионов. член фракции «Единая Украина» (май — июнь 2002), член фракции «Регионы Украины» (июнь 2002 — сентябрь 2005), член фракции Партии «Регионы Украины» (с сентября 2005), председатель подкомитета по вопросам обеспечения деятельности депутатов Комитета по вопросам Регламента этики и организации работы ВР Украины (с июня 2002).